# Gustav von Bergmann
Franz August Richard Gustav von Bergmann (né le 24 décembre 1878 à Wurtzbourg, mort le 16 septembre 1955 à Munich) est un médecin allemand.

## Biographie
Issu d'une famille d'origine balte, il est le fils du chirurgien Ernst von Bergmann. Son deuxième fils, Fritz (de) sera commissaire d'exposition de l'université libre de Berlin.
Gustav von Bergmann étudie la médecine à Berlin, Munich, Bonn, et Strasbourg où il est diplômé en 1903. Jusqu'en 1912, il travaille à Berlin sous l'autorité de Friedrich Kraus qui l'habilite en 1908. En 1916, il reçoit une chaire universitaire de médecine interne à Marbourg puis à Francfort-sur-le-Main en 1920. En 1927, il devient professeur à l'hôpital universitaire de la Charité de Berlin. En 1932, il est élu membre de l'académie des sciences Leopoldina. En 1939, il travaille sur un projet de la Fondation allemande pour la recherche. En 1942, il est nommé par Adolf Hitler membre de la division scientifique du service médical de l'armée. En 1944, il est conseiller de Karl Brandt, le commissaire général pour la Santé et les Affaires sanitaires. De 1946 à 1953, Bergmann enseigne à Munich.
Ses recherches concernent notamment l'ulcère gastro-duodénal, l'hypertension artérielle et le système nerveux autonome. Il donne une nouvelle impulsion dans sa discipline en créant les bases d'une psychosomatique psychanalytique. L'un de ses principaux disciples est Gerhardt Katsch (de).